# Avelgem
Avelgem é um município belga da província de Flandres Ocidental. O município compreende a vila de Avelgem propriamente dita e ainda as vilas de Bossuit, Kerkhove, Outrijve e Waarmaarde. Em 1 de Janeiro de 2006, o município tinha uma população de 9,457 habitantes, uma área de 21,75 km² e uma densidade populacional de 435 habitantes por km².

## Divisão administrativa
O município de Avelgem encontra-se dividido em cinco deelgemeente(n); a saber:
| #   | Nome       | Superfície | População (2006) |
| --- | ---------- | ---------- | ---------------- |
| I   | Avelgem    | 9,96       | 6.190            |
| II  | Bossuit    | 1,99       | 470              |
| III | Kerkhove   | 3,65       | 942              |
| IV  | Outrijve   | 3,24       | 1.154            |
| V   | Waarmaarde | 2,92       | 695              |

Fonte: website Avelgem http://www.avelgem.be